# Fernando Salavera Camps
Fernando Salavera Camps (Barcelona, 1 de novembre de 1889 - Dachau, 30 de gener de 1945) va ser un militar català.

## Biografia
Nascut < Barcelona l'1 de novembre de 1889, va ser militar professional.
El juliol del 1936, al començament de la Guerra civil, ostentava el grau de comandant i estava destinat en el Regiment d'Infanteria «Alcántara» núm. 14 amb base a Barcelona. Davant dels plans dels oficials colpistes, Salavera i altres oficials republicans van entorpir la revolta del regiment. Després del fracàs de la revolta a Barcelona, Salavera es va convertir en assessor militar de la Columna Ortiz que el 24 de juliol va sortir de Barcelona cap al front d'Aragó. En la primavera de 1937 es va fer càrrec de la 18a Brigada Mixta, destinada al Front de Madrid. Al juny va passar a manar l'acabada de constituir 43a Divisió, en el Front d'Aragó. Per a llavors ja ostentava el rang de tinent coronel. Al desembre va deixar el comandament de la divisió, i a partir de febrer de 1938 va passar a manar el XIII Cos d'Exèrcit, que cobria el Front de Terol.
Cap al final de la contesa va passar a l'exili a França, a pocs mesos de l'esclat de la Segona Guerra Mundial. L'agost de 1944 va ser detingut pels nazis a Bordeus, i a la fi de mes deportat al camp de concentració de Dachau. Internat al costat d'altres presoners espanyols, allí seria assassinat al començament de 1945.